# کمربندها را ببندیم
کمربندها را ببندیم یک مجموعهٔ تلویزیونی طنز به کارگردانی مهدی مظلومی فرآوردهٔ سال ۱۳۸۳ است که هر شب از شبکهٔ ۳ سیمای جمهوری اسلامی ایران پخش می‌شد. مظلومی ۲ سال پیش از این، مجموعهٔ تلویزیونی طنز دیگری به نام بدون شرح را با دست‌اندرکارانی همانند همکارانش در «کمربندها را ببندیم» کارگردانی کرده بود.

## بازیگران
- امیر جعفری... اسکندر(رامین) روانبخش
- فتحعلی اویسی... منصور ملکی، پدر شراره
- لاله صبوری... شراره ملکی
- رویا افشار... پروین، مادر رامین
- رضا فیض نوروزی... کاپیتان اُف
- سعید آقاخانی... هوشنگ
- داریوش موفق... سیامک
- جواد عزتی... دستیار کاپیتان
- سید علی صالحی ... هوابرد
- حمید کاشانی... شیخ سعید
- پریسا رضایی... دنیا
- الهام سنایی... نسیم
- سروین رفیعیان... آرام
- پروین تمجیدی... عمه ملوک
- فرخنده فرمانی زاده... دوست پروین
- نیما رئیسی... عرشیا
- رضا ایرانمنش... جهانگیر
- کامران فیوضات... محمود

و
- جلال پیشوائیان... فراست

## خلاصه داستان
آقای ملکی (فتحعلی اویسی) که صاحب یک آژانس هواپیمایی است، بعد از رسیدن ارثیه هنگفت عمه اش تصمیم به راه اندازی خطوط هوایی ملکی ایرلاین (مال) و اولین فرودگاه خصوصی کشور می کند. داستان سریال مربوط به ماجراهای این فرودگاه است.

## سانسور ها
بعضی از این قسمت به علاوه نام کارگردان و تدوین گر این سریال و بعضی بازیگران در پخش های بعدی سانسور گردیده

## جوایز و نامزدها
| ۱۳٨۴ | هشتمین جشن حافظ |                              |            |          |
| ۱۳٨۴ | هشتمین جشن حافظ | بهترین بازیگر کمدی تلویزیونی | لاله صبوری | نامزدشده |